# Ravonna
Ravonna Lexus Renslayer è un personaggio dei fumetti Marvel, creata da Stan Lee e Don Heck e apparsa per la prima volta nel numero #23 degli Avengers, pubblicato nel 1965.

## Biografia
Ravonna è figlia del re Carelius, sovrano apparente di un regno non identificato del 40º secolo in realtà supervisionato da Kang il Conquistatore. Ravonna incontrò per la prima volta Kang quando quest'ultimo cercò di inglobare la sua era nel suo impero; il criminale si innamorò di lei, che però lo odiava per il suo tentativo di conquistare il suo regno. Kang lasciò correre il rischio di una ribellione nella speranza di ottenere la mano della principessa ma, quando il popolo insorse, decise di rispondere e sottometterlo in definitiva. Essendo sul punto di vincere, condusse i Vendicatori in tale linea temporale per far assistere loro al suo trionfo, pensando di sconfiggerli e poi di sposare Ravonna. Durante l'attacco finale, Kang si rifiutò di giustiziare la principessa come aveva sempre fatto con i governanti dei regni conquistati, portando quindi uno dei suoi generali, Baltag, a rivoltarsi contro di lui. Kang fu quindi costretto a chiedere l'aiuto degli eroi e della popolazione per sottomettere i suoi stessi uomini, salvando Ravonna dalla sua prigionia e rivelando il sincero amore che provava per lei. In seguito, mentre Kang stava rimandando i Vendicatori al loro tempo, Baltag tentò di sparare al criminale a tradimento; Ravonna si rese conto di amare a sua volta Kang, quindi lo protesse facendogli da scudo e cadde in un coma simile alla morte, mentre il generale fu giustiziato.
Kang conservò a lungo il corpo della donna; in un'occasione partecipò al torneo dei campioni del Gran Maestro con l'intento di far risvegliare Ravonna e uccidere i Vendicatori ma, avendo vinto solo parzialmente, dovette scegliere solo un obiettivo. Pur con risentimento decise di uccidere i Vendicatori, ma il suo pianò fallì a causa dell'intervento del Cavaliere Nero e così perse la possibilità di salvare Ravonna.
Successivamente viene rivelato che una controparte di Ravonna proveniente da un'altra linea temporale è la consorte di Kang in un altro universo e viene usata come confederata da Immortus nel suo piano per distruggere Kang e tutte le sue controparti; Kang la salvò quando venne gettato nel Limbo e questo creò una realtà alternativa in cui era morto. Kang comincia così a distruggere le varie controparti di se stesso senza rendersi conto che fa tutto parte di un piano di Immortus e Ravonna, dopo aver fatto scappare i Vendicatori, minaccia di morte un Kang alternativo dicendogli che, se la ama davvero, non deve uccidere l'altro Kang. Quest'ultimo si rifiuta e lei lo lascia andare, ma il Kang alternativo viene ucciso ugualmente dal Kang originale. Si scopre così che la Ravonna originale è stata rianimata dal Gran Maestro nonostante la scelta del consorte, e, venuta a sapere della verità dal Gran Maestro, giurò vendetta su Kang per non averla salvata pur avendone la possibilità.
Ravonna diventa quindi una sovversiva e un'assassina; in un'occasione ottenne l'aiuto del dottor Druid apparendogli in diverse visioni per acquisire l'arma più letale degli universi. Assumendo le sembianze di Nebula, tenta di infiltrarsi nel Consiglio dei Kang, mentre assume il totale controllo mentale di Duid ordinandogli di assumere la guida dei Vendicatori per farsi accompagnare al centro di una tempesta temporale al fine di recuperare l'arma; viene però contrastata dai Vendicatori e dai tre membri del Consiglio dei Kaang, finendo risucchiata con Druid nella tempesta. In seguito tenta di ottenere l'aiuto dei Fantastici Quattro spacciandosi per Nebula per farsi liberare, apparendo alla Torcia Umana e alla Donna Invisibile in alcune visioni, riuscendo a controllare mentalmente la donna. Cerca di rubare il Massimo Annullatore, ma viene fermata dalla squadra. Successivamente riesce a liberarsi ugualmente dalla tempesta temporale, finendo a Lincoln, nel Nebraska, nel 1961, dove viene ostacolata dal ringiovanito dottor Druid.
Tempo dopo ammalia nuovamente il dottor Druid convincendolo ad aiutarla a indagare sulla roccaforte del 20º secolo di Kang. Acquista l'identità della Tentatrice e usufruisce del passaggio temporale dei Fantastici Quattro per entrare a Cronopolis, dove combatte il primo Kang. Lo scontro si conclude con l'apparente morte di Kang, che si sacrifica per salvarla allo stesso modo in cui lei lo fece per lui. In seguito a ciò, Ravonna diventa la governatrice di Cronopolis.
Trascorso un lungo periodo di governo, annoiata, Ravonna rianima Kang e lo pugnala al cuore. Poi lo rianima una seconda volta e i due diventano amanti, finché Kang non diventa annoiato da tale stile di vita e lascia la sua compagna per riassumere la sua precedente identità di Rama-Tut e combattere il suo io più giovane.
In Avengers per sempre, in seguito alla distruzione di Cronopolis, Ravonna viene dichiarata morta.

## Poteri e abilità
Ravonna non ha particolari poteri sovrumani, a parte l'incredibile resistenza fisica. È dotata di un grande intelletto, è una formidabile combattente corpo a corpo e padroneggia varie armi esotiche. Sa anche maneggiare varie tecnologie futuristiche e ha ricevuto un'avanzata educazione relativa ad arti e scienze del 41º secolo.
Solitamente indossa un giubbotto antiproiettile di un materiale sconosciuto e utilizza varie tecnologie futuristiche come coltelli vibro, blaster a concussione e una particolare tecnologia che le permette di alterare il proprio aspetto a piacimento.

## Altri media

### Televisione
- Ravonna appare nella serie animata Avengers - I più potenti eroi della Terra, in cui è doppiata da Cindy Robinson. In questa versione è una donna dalla pelle scura che indossa un abito reale blu e bianco. Nell'episodio Capitan America, viene esposta all'energia temporale che stava riscrivendo la linea temporale di Kang, mandandola in un coma simile alla morte mentre svaniva lentamente dall'esistenza. In La dinastia Kang, dopo che Kang torna indietro nel tempo per attaccare i Vendicatori, Wasp scopre lo stato di Ravonna e convince i suoi alleati a ritirarsi dal combattimento contro Kang; successivamente, Ant-Man, Mister Fantastic e molte delle migliori menti scientifiche della Terra si mettono d'impegno per salvare Ravonna.
- Ravonna fa il suo esordio nel Marvel Cinematic Universe nella serie televisiva Loki, interpretata da Gugu Mbatha-Raw[11]. In questa versione è una giudice della Time Variance Authority e collega di Mobius. M. Mobius, che si occupa di processare Loki per lo stravolgimento che ha causato alla sua linea temporale.

### Videogiochi
Ravonna appare in Lego Marvel Super Heroes 2, doppiata da Kate O'Sullivan. In questa versione è diventata la compagna di Kang dopo che il suo regno è stato conquistato, ma di nascosto cerca di sabotarlo rivelando segretamente informazioni ai Vendicatori per minare Kang. Dopo la sconfitta di Kang, Ravonna usa il suo cristallo del tempo per farlo regredire a un bambino e promette ai Vendicatori che riporterà i componenti di Cronopolis ai loro rispettivi posti nello spazio e nel tempo una volta che le forze rimanenti di Kang saranno sconfitte. In una scena post-credit, Ravonna appare nei panni di Terminatrix a Manhattan con Cosmo il Cane Spaziale, l'Uomo Cosa, l'Intelligenza Suprema e un anziano Kang per avvertire Iron Man, Capitan America e Capitan Marvel riguardo ad una nuova minaccia.